# Laurenzana
Laurenzana est une commune italienne d'environ 2 000 habitants située dans la province de Potenza, dans la région Basilicate, en Italie méridionale.

## Événement commémoratif
- 10 janvier : fête du bienheureux Égide de Laurenzana, bienheureux franciscain de cette ville[2].

## Administration
| Période                                  | Période | Identité | Étiquette | Qualité |
| ---------------------------------------- | ------- | -------- | --------- | ------- |
|                                          |         |          |           |         |
| Les données manquantes sont à compléter. |         |          |           |         |

### Communes limitrophes
Anzi, Calvello, Castelmezzano, Corleto Perticara, Pietrapertosa, Viggiano.